# Эссен, Максим Антонович
Максим Антонович (Оттонович) фон Эссен (нем. Heinrich Magnus Wilhelm von Essen; 1796—1869) — российский государственный деятель, Лифляндский губернатор; тайный советник.

## Биография
Происходил из дворян Эстляндской губернии. Родился 27 сентября (8 октября) 1796 года в семье Отто Вильгельма фон Эссена (1761—1834) и Гертруды Маргареты Сталь фон Гольштейн (1764—1826).
В службу вступил с 5 февраля 1813 года. Служил в Лейб-гвардии Конном полку, был произведён в ротмистры.
В 1845—1847 годах был предводителем дворянства Эстляндской губернии; 1 июля 1846 года получил придворный чин камергера.
Был произведён 27 мая 1847 года в действительные статские советники и назначен губернатором Лифляндской губернии и занимал эту должность до 18 мая 1862 года; 1 января 1849 года произведён в тайные советники.
Умер 26 сентября (8 октября) 1869 года.
Был владельцем имений: Салл, Боркхольм, Мойсама, имением Таммик в Эстляндской губернии.

## Награды
- Орден Святого Станислава 1-й степени (21 февраля 1850)
- Орден Святой Анны 1-й степени с императорской короной (1855)
- Орден Святого Владимира 2-й степени (1856)
- Знак отличия за XX лет беспорочной службы (1857)
- Орден Белого орла (1861)[3]

## Семья
Женился 22 сентября 1823 года на Элизе Франциске Гиймо де Вильбуа (15.09.1805—27.12.1891), дочери Стефана Гиймо де Вильбуа (1757—1835) и Элеоноры Анны Доротеи баронессы фон Будберг (1769—1836). В браке родилась дочь:
- Стефания Гертруда Оттилия Элеонора (16.06.1834—27.05.1910) — жена Людвига Отто фон Ренненкампфа (?—1881).